# Stadio Olimpico di Susa
Lo stadio Olimpico di Susa (In francese: stade olympique de Sousse, in arabo: الملعب الأولمبي بسوسة) è un impianto sportivo di Susa, in Tunisia. Ospita le partite interne dell'Étoile du Sahel, squadra calcistica militante nella Ligue Professionelle 1.

## Storia
Lo stadio è stato inaugurato nel 1973 con una capacità di 10 000 posti. Nel 1994 è stato uno degli impianti designati per ospitare la Coppa d'Africa. In vista dei Giochi del Mediterraneo, nel 2001 è stato portato all'attuale capienza, ospitando poi gare calcistiche in occasione della manifestazione.

## Struttura
L'impianto ha una capacità di 40 000 posti a sedere